# Copa América 2016 (beach soccer)
La Copa América di Beach Soccer 2016 è stata la prima edizione della Copa América,  il primo torneo internazionale beach soccer in Sudamerica, conteso tra le squadre nazionali maschili del CONMEBOL.
La competizione è stata organizzata dal CONMEBOL; altri eventi di esibizione sono stati disputati sotto il nome di Copa América nel 1994–99, 2003 e 2012–14, ma questo è il primo organizzato dalla federazione che organizza anche le altre Copa América ufficiali di calcio e futsal.
Il torneo è stato ospitato in Brasile nella città di Santos tra 13 ed il 18 dicembre .
La Nazionale brasiliana ha battuto il Paraguay per 12–2 nella finale che l’ha incoronata campione.

## Squadre partecipanti
Hanno preso parte alla competizione tutti e 10 i paesi affiliati al CONMEBOL.
- Argentina
- Bolivia
- Brasile
- Cile
- Colombia

- Ecuador
- Paraguay
- Perù
- Venezuela
- Uruguay

## Arbitri
Sono 14 gli arbitri selezionati dalla CONMEBOL il 17 novembre.
- Mariano Romo
- Jose Mendoza
- Ivo De Moraes
- Renato De Carlos
- Carlos Rumiano
- Juan Carlos Amaya
- Fabricio Quintero

- Jose Cortez
- Jorge Luis Martinez
- Mike Palomino
- Alex Valdiviezo
- Pablo Cadenasso
- Carlos Aguirregaray
- Jose Gregorio Misel

## Fase a gironi

### Girone A
| Pos | Team      | G | V | V+ | VR | P | GF | GS | +/- | P  |
| --- | --------- | - | - | -- | -- | - | -- | -- | --- | -- |
| 1   | Brasile   | 4 | 4 | 0  | 0  | 0 | 32 | 8  | +24 | 12 |
| 2   | Uruguay   | 4 | 2 | 0  | 1  | 1 | 14 | 13 | +1  | 7  |
| 3   | Cile      | 4 | 1 | 0  | 0  | 3 | 14 | 16 | –2  | 3  |
| 4   | Bolivia   | 4 | 1 | 0  | 0  | 3 | 12 | 23 | -11 | 3  |
| 5   | Argentina | 4 | 1 | 0  | 0  | 3 | 11 | 23 | -12 | 3  |

### Girone B
| Pos | Team      | G | V | V+ | VR | P | GF | GS | +/- | P |
| --- | --------- | - | - | -- | -- | - | -- | -- | --- | - |
| 1   | Paraguay  | 4 | 2 | 0  | 0  | 2 | 17 | 14 | +3  | 6 |
| 2   | Venezuela | 4 | 2 | 0  | 0  | 2 | 16 | 16 | 0   | 6 |
| 3   | Perù      | 4 | 2 | 0  | 0  | 2 | 16 | 16 | 0   | 6 |
| 4   | Colombia  | 4 | 2 | 0  | 0  | 2 | 12 | 14 | -2  | 6 |
| 5   | Ecuador   | 4 | 1 | 0  | 1  | 2 | 17 | 18 | -1  | 4 |

## Finali

### Finale 9º-10º posto
| Squadra 1 | Risultato       | Squadra 2 |
| --------- | --------------- | --------- |
| Ecuador   | 11-5 Report(ru) | Argentina |

### Finale 7º-8º posto
| Squadra 1 | Risultato      | Squadra 2 |
| --------- | -------------- | --------- |
| Bolivia   | 6-4 Report(ru) | Colombia  |

### Finale 5º-6º posto
| Squadra 1 | Risultato      | Squadra 2 |
| --------- | -------------- | --------- |
| Perù      | 4-3 Report(ru) | Cile      |

### Finale 3º-4º posto
| Squadra 1 | Risultato      | Squadra 2 |
| --------- | -------------- | --------- |
| Venezuela | 7-6 Report(ru) | Uruguay   |

### Finale
| Squadra 1 | Risultato       | Squadra 2 |
| --------- | --------------- | --------- |
| Brasile   | 12-2 Report(ru) | Paraguay  |

## Classifica finale
| Pos | Team      |
| --- | --------- |
| 1   | Brasile   |
| 2   | Paraguay  |
| 3   | Venezuela |
| 4   | Uruguay   |
| 5   | Perù      |
| 6   | Cile      |
| 7   | Bolivia   |
| 8   | Colombia  |
| 9   | Ecuador   |
| 10  | Argentina |